# الرحبة (بنغازي)
الرحبة منطقة تقع بين الهواري والفويهات جنوب مدينة بنغازي في ليبيا. سميت الرحبة نظرا لاتساع سهولها الرحبة.
منطقة الرحبة هي من الاحياء القديمة لمدينة بنغازي ، انشئت في نهاية الستينات من القرن العشرين ، حدودها الطريق الدولي - طرابلس ( طريق العروبة ) شمالا ، شارع القيروان جنوبا ( شارع مصنع الفرش الأرضي ) ، الطريق الدائري الثاني شرقا ( شارع مصنع البيبسي )، الطريق الذائري الرابع غربا.
تصدي سكانها بشجاعة مع باقي سكان احياء بنغازي لهجمت رتل الموت  يوم 19 مارس 2011 وصدوهم ببسالة حتي تقهقروا غزاة القذافي إلي خارج حدود المدينة فهاجمتهم طائرات القوات الفرنسية وألحقت بهم خسائر فادحة كات أن تبيدهم عن بكرة أبيهم .
كما كان لسكان منطقة الرحبة صولات عديدة أحري أشهرها اقتحام كتيبة النداء التي كانت تنفذ أعمالا إجرامية تقض أمن المدينة
قدمت شهداء علي طوال فترة حطم المقبور  وخلال احداث الثورة منهم :
الشهيد : محمد الطيب بن سعود :ـ اعدم شنقا في بنغازي
الشهيد: عمر المخززم الورفلي:ـاعدم شنقا في بنغازي
الشهيد : صالح بوزيد الشطيطي :ـ اغتيل في جمهورية اليونان
الشهيد عابد عبد السلام المهدي الغرياني:ـ اشتشهد في منطقة بودزيرة خلال احداث 1996
الشهيد وسام عثمان الشاعري استشهد خلال عملية اقتحام كنيبة نداء ليبيا 31/07/2011